# 송정천 (강원특별자치도)
송정천(松亭川)은 강원특별자치도 평창군 진부면에서 발원하여 오대천으로 흐르는 하천이다. 유로는 1.3km이며 유역면적은 1.5km2이다.